# Morti nel 1573
| Questa pagina contiene informazioni ricavate automaticamente dalle voci biografiche con l'ausilio del template Bio e di un bot. L'aggiornamento è periodico e automatico e ricostruisce completamente la pagina. Se manca una persona in questa lista, sei pregato di non aggiungerla, ma accertati piuttosto che la sua voce biografica contenga il template Bio e che i dati anagrafici siano correttamente compilati. Se il template Bio manca, inseriscilo tu stesso o, in alternativa, metti l'avviso {{tmp\|Bio}} che ne segnala la mancanza. Se i dati riportati sono sbagliati, correggi direttamente la voce biografica; le modifiche saranno visibili in questa lista entro pochi giorni. Per chiarimenti vedi il progetto biografie. La lista contiene solo le 70 persone che sono citate nell'enciclopedia e per le quali è stato implementato correttamente il template Bio. Pagina aggiornata al 10 lug 2025. |

## Gennaio(4)
- 1º gennaio - Johann Pfeffinger, teologo tedesco (n. 1493)
- 1º gennaio - Maljuta Skuratov, militare russo
- 12 gennaio - William Howard, I barone Howard di Effingham, nobile e ammiraglio inglese
- 22 gennaio - Antonio I di Oldenburg, nobile tedesco (n. 1505)

## Febbraio(2)
- 7 febbraio - Edvige Jagellona (n. 1513)
- 23 febbraio - Giovanni Battista Amalteo, letterato italiano (n. 1525)

## Marzo(5)
- 2 marzo - Giovanni Guglielmo di Sassonia-Weimar, duca tedesco (n. 1530)
- 3 marzo - Claudio di Guisa-Aumale, nobile francese (n. 1526)
- 10 marzo - Hans Mielich, pittore tedesco (n. 1516)
- 13 marzo - Michel de l'Hôspital, scrittore e politico francese (n. 1505)
- 17 marzo - Reginald Grey, V conte di Kent, nobile inglese

## Aprile(4)
- 2 aprile - Ottone di Waldburg, cardinale e vescovo cattolico tedesco (n. 1514)
- 3 aprile - Emilia Cauzzi Gonzaga, nobildonna italiana (n. 1524)
- 12 aprile - Ferrante Loffredo, marchese italiano (n. 1501)
- 29 aprile - Guillaume Le Testu, cartografo francese (n. 1509)

## Maggio(1)
- 13 maggio - Takeda Shingen, militare giapponese (n. 1521)

## Giugno(4)
- 11 giugno - Leonardo Marini, arcivescovo cattolico e teologo italiano (n. 1509)
- 15 giugno - Antonio Veranzio, cardinale e arcivescovo cattolico italiano (n. 1504)
- 19 giugno - Cassandra Marinoni, nobile italiana
- 25 giugno - Laura Dianti, nobile italiana

## Luglio(5)
- 4 luglio - Giovan Battista Brembati, militare italiano (n. 1509)
- 7 luglio - Jacopo Barozzi da Vignola, architetto e teorico dell'architettura italiano (n. 1507)
- 14 luglio - Gian Francesco Trivulzio, nobile e condottiero italiano (n. 1509)
- 29 luglio - John Caius, medico inglese (n. 1510)
- 29 luglio - Ruy Gómez de Silva, nobile portoghese (n. 1516)

## Agosto(2)
- 7 agosto - Léonor d'Orléans-Longueville, nobile francese (n. 1540)
- 14 agosto - Saitō Tatsuoki, militare giapponese (n. 1548)

## Settembre(6)
- 1º settembre - Akao Kiyotsuna, militare giapponese (n. 1514)
- 7 settembre - Giovanni Aldobrandini, cardinale e vescovo cattolico italiano (n. 1525)
- 7 settembre - Giovanna d'Asburgo, spagnola (n. 1535)
- 16 settembre - Asakura Yoshikage, militare giapponese (n. 1533)
- 23 settembre - Azai Hisamasa, militare giapponese (n. 1526)
- 26 settembre - Azai Nagamasa, militare giapponese (n. 1545)

## Ottobre(4)
- 13 ottobre - Urban Sagstetter, vescovo cattolico austriaco (n. 1529)
- 20 ottobre - Alvaro de Sande, generale spagnolo (n. 1489)
- 24 ottobre - François Baudouin, giurista, teologo e umanista francese (n. 1520)
- 26 ottobre - Laurentius Petri, arcivescovo luterano svedese (n. 1499)

## Novembre(5)
- 2 novembre - Barnim IX di Pomerania, duca tedesco (n. 1501)
- 6 novembre - Ercole Bentivoglio, letterato italiano (n. 1507)
- 9 novembre - Shimazu Katsuhisa, militare giapponese (n. 1503)
- 11 novembre - Angela de' Rossi, nobile italiana (n. 1506)
- 17 novembre - Juan Ginés de Sepúlveda, umanista, scrittore e presbitero spagnolo (n. 1490)

## Dicembre(5)
- 9 dicembre - André de Resende, umanista e archeologo portoghese
- 27 dicembre - Donato Giannotti, scrittore e politico italiano (n. 1492)
- 28 dicembre - Antonio Altoviti, arcivescovo cattolico italiano (n. 1521)
- 30 dicembre - Giambattista Giraldi Cinzio, letterato, poeta e drammaturgo italiano (n. 1504)
- 31 dicembre - Andrea Rapicio, vescovo cattolico e giurista italiano (n. 1533)

## Senza giorno specificato(23)
- Giovanni Paolo Alciati della Motta, umanista, medico e teologo italiano
- Galasso Alghisi, architetto e ingegnere militare italiano (n. 1523)
- Amilcare Anguissola, mercante e politico italiano
- Dionigi Atanagi, letterato e poeta italiano (n. 1504)
- Giovanni Domenico D'Auria, scultore italiano
- François III Bouchard d'Aubeterre, nobile francese (n. 1522)
- Bartolomeo Campi, orafo, ingegnere militare e architetto italiano
- Matteo Concini, vescovo cattolico italiano (n. 1501)
- Giovanni Angelo Criscuolo, pittore italiano (n. 1500)
- Cornelis van Dalem, pittore fiammingo
- Raffaello De Rossi, pittore italiano
- Francesco Galigai, matematico italiano (n. 1498)
- Hirate Hirohide, militare giapponese (n. 1553)
- Jeronimo Jiménez de Urrea, scrittore spagnolo (n. 1510)
- Étienne Jodelle, drammaturgo francese (n. 1532)
- Murakami Yoshikiyo, militare giapponese (n. 1501)
- Vincenzo Nigusanti, vescovo cattolico italiano (n. 1487)
- Claude Paradin, scrittore e storico francese (n. 1512)
- Nicolò Sagri, astronomo, matematico e letterato dalmata
- Gianserio Strafella, pittore italiano
- Camillo Tarello, agronomo italiano
- Wei Liangfu, attore teatrale e drammaturgo cinese (n. 1522)
- Bartolomé de Albornoz, giurista e storico spagnolo (n. 1519)